# 非结构网格

有限元分析网格中的非结构网格实例

非结构网格是没有规则拓扑关系的网格，它通常由 polygon triangulation 组成。
网格中的每个每个元素都可以是二维的多边形或者三维多面体，其中最常见的是二维的三角形以及三维的四面体。
在每个元素之间没有隐含的连通性。